# Jelte Krijnsen
Jelte Krijnsen (* 12. Mai 2001 in Bolsward) ist ein niederländischer Radrennfahrer, der im Straßenradsport aktiv ist.

## Sportlicher Werdegang
Seine sportliche Karriere begann Krijnsen im Eisschnelllauf, den Radsport betrieb er zunächst nur im Sommer als Training. Im Alter von 15 Jahren begann er Rennen zu fahren und stieg wenig später auf den Radsport um.
Nach dem Wechsl in die U23 fuhr Krijnsen von 2020 bis 2023 zunächst auf der Vereinsebene, wo er international wenig in Erscheinung trat. Zur Saison 2024 wurde er Mitglied im niederländischen UCI Continental Team Parkhotel Valkenburg. Gleich zu Beginn der Saison kam er im März auf den dritten Gesamtrang bei der Olympia’s Tour, einen Monat später feierte er mit einem Etappenerfolg bei der Tour du Loir-et-Cher seiner ersten internationalen Sieg. Auf der vierten Etappe der Dänemark-Rundfahrt distanzierte er durch einen Angriff fünf Kilometer vor dem Ziel das gesamt Fahrerfeld und erzielte damit einen der weniger Siege eines Continental Teams bei Rennen der UCI ProSeries. Ab August war er Stagiaire beim Q36.5 Pro Cycling Team, für das er den Druivenkoers gewann. Zum Abschluss der Saison 2024 startete er mit dem Team Parkhotel-Valkenburg bei der Tour of Taihu Lake, wo er als Kontinental-Fahrer neben einer Etappe auch die Gesamtwertung eines Rennens der ProSeries gewann.
Mit seinen Erfolgen war Krijnsen zum Abschluss der Saison 2024 des bestplatzierte Kontinental-Fahrer in der Weltrangliste. Zur Saison 2025 wurde er nach zahlreichen Angeboten Mitglied im UCI WorldTeam Jayco AlUla. Dabei entschied er sich unter anderem bewusst gegen ein Angebot vom Team Visma-Lease a Bike, da er dort nicht die gewünschten Freiheiten bekommen hätte.

## Erfolge
2024
- eine Etappe Tour du Loir-et-Cher
- eine Etappe Dänemark-Rundfahrt
- Druivenkoers
- Gesamtwertung, eine Etappe und Nachwuchswertung Tour of Taihu Lake